# Белая (приток Пры)
Белая — река в Рязанском и Спасском районах Рязанской области Российской Федерации, правый приток Пры. Длина реки 38 км, площадь водосборного бассейна 368 км².

## Происхождение названия
Река Белая упоминается на картах Рязанского княжества с XV века. Происхождение названия реки (другое название — Белова — использовалось в официальных документах XIX века) связано с цветом воды. Г. П. Смолицкая высказывает версию, что названия «Белое» и «Белая» характерны для водоёмов с песчаным дном и прозрачной водой. Цвет воды в большинстве водоёмов Мещеры буро-коричневый, а в Белой он даже сейчас бело-серый. Стремясь подчеркнуть необычный цвет воды в реке, первые поселенцы назвали её Белой.

## География и гидрология
Белая принадлежит к Каспийскому водосборному бассейну. Исток находится в болотах в районе озёр Ласковское, Сегденское и Уржинское. Впадает в Пру в районе урочища Кордон Глубокий. Направление течения реки с северо-запада на юго-восток. Скорость течения 0,2 м/сек.
В верхнем и нижнем течении русло реки искусственное. Естественное русло сохранилось в среднем течении от посёлка Солотчинское до деревни Бельское. Далее Белая течёт по искусственному руслу длиной около 10 км («Казённая» канава) до впадения в Пру. Питание реки смешанное: снеговое, дождевое и грунтовое.

## Характеристика бассейна
Река протекает по юго-западной части Рязанской Мещеры, по заболоченной плоской, слабоволнистой равнине, сложенной водно-ледниковыми песками и торфяниками. До XIX века русло Белой отличалось высокой извилистостью. Пойма была сильно заболочена, в ней встречались старицы и острова. На карте Рязанской губернии 1792 года, на реке Белой обозначен остров Медвежий, лежащий напротив села Бельское. Пойма Белой в XIX и XX веках подверглась осушению. Русло было выпрямлено. Масштабные мелиоративные работы завершились в 1960-х годах. Растительность бассейна Белой представлена сосново-берёзовыми, берёзовыми лесами, ольшаниками, пойменными лугами и болотами.

## Хозяйственное значение
Крупнейшие населённые пункты в долине Белой: Борисково (среднее течение), Бельское (нижнее течение). В реке встречаются более 20 видов рыб. Обычны следующие виды: щука, плотва, язь, окунь, ёрш, карась, вьюн, краснопёрка, синец и др. Пойменные луга используются для выпаса овец и крупного рогатого скота. Сплав на байдарках возможен на некоторых участках реки с мая по июль.